# Верестово (озеро)
Верестово — озеро на юге Бежецкого района Тверской области России. Площадь — 23,1 км², длина — 13 км, ширина до 4 км. Высота над уровнем моря — 129,5 метров. Площадь водосборного бассейна — 1820 км².
Через озеро, вытянутое с юго-востока на северо-запад, протекает река Молога. Верестово находится на северо-запад от Бежецка. Место впадения Мологи в озеро находится в 10 километрах от города; вытекает река из противоположного конца озера несколькими протоками возле села Еськи. Немного ниже истока из озера Молога принимает справа большой приток Осень.
Между Бежецком и Верестовым на Мологе расположены ещё два озера, меньших по размеру — Ямное и Равленское, в период паводка эти два озера сливаются с Верестово, образуя один обширный водоём.
Берега Верестово низкие, сильно заболоченные, заросшие тростником и камышом.
В конце лета зарастает большая часть зеркала озера. На схеме водных путей 1960-х гг участок озера между д. Еськи и Спас-Забережное показан, как судоходный. По всей видимости могло существовать местное судоходство. Других достоверных источников о судоходстве на озере нет.
Озеро известно большим количеством рыбы и диких уток; популярное место рыбалки и охоты.